# Barcelinhos
Barcelinhos es una freguesia portuguesa del concelho de Barcelos, con 2,56 km² de superficie y 1899 habitantes (2001). Densidad de población: 741,8 hab/km².

## Patrimonio
- Casa de Santo António de Vessadas